# Копривщенски чети (1876)
Копривщенските въстанически чети са сформирани през април 1876 (стар стил) в село Копривщица.
Командването на четите е колективно. Задачата на тези бойни съединения, освен да се водят сражения с турска редовна войска и башибозук около Копривщица, била и подпомагането на други въстанали населени места в Пазарджишко, Пловдивско и Софийско.

## Първа въстаническа чета
Освен хора от селото в Първата Копривщенска чета при различните сражения и след тях се включили и въстаници от Стрелча, Клисура, Веригово, както и от Панагюрище, доведени от Панайот Волов и Георги Икономов като революционни апостоли. За неин предводител се смята Найден Попстоянов, а приблизителният ѝ състав е следният:
| Найден Попстоянов            | Копривщица         |
| Тодор Каблешков              | Копривщица         |
| Панайот Волов                | Шумен              |
| Георги Икономов              | Сливен             |
| Атанас Попиванов             | Копривщица         |
| Бойчо Неделев                | Стрелча            |
| Вельо Лудов                  | Копривщица         |
| Васьо Мангърът               | Копривщица         |
| Вельо Мирчовт                | Копривщица         |
| Вельо Николов Бояджиев       | Копривщица         |
| Банчо Тодоров                | Копривщица         |
| Гаврил Нончов Татарлиев      | Копривщица         |
| Генчо Динчов Генчов-Джумайов | Стрелча            |
| Генчо Младенов               | неизвестно от къде |
| Георги В. Тулумбаджията      | Панагюрище         |
| Георги Костов                | неизвестно от къде |
| Георги Мирчов                | неизвестно от къде |
| Грозьо Филипов               | Стрелча            |
| Дело Бойчев Сапунджиев       | Стрелча            |
| Делчо Димитров Кормаров      | Панагюрище         |
| Димитър Генчев Гуджов        | Стрелча            |
| Димо Амзата                  | Копривщица         |
| Динчо Бойчин                 | Копривщица         |
| Димо Ревов                   | Копривщица         |
| Димитър Вълюв                | Копривщица         |
| Иван (Йомето) Стефлек        | Копривщица         |
| Поп Иван Попевстатиев        | Стрелча            |
| Коста Тротан                 | Копривщица         |
| Иван Добрев Шикера (Шикеров) | Панагюрище         |
| Койчо Стойнов                | Стрелча            |
| Кольо Цончев Колев           | Веригово           |
| Ланко Мерджанов              | Копривщица         |
| Ламбри Бедрек                | Копривщица         |
| Лулчо Хаджийски              | Копривщица         |
| Лулчо Шоторът                | Копривщица         |
| Лулчо Тумангелов             | Копривщица         |
| Найден Врачът                | Копривщица         |
| Никола Капитан               | Копривщица         |
| Никола Димов                 | Копривщица         |
| Кара Никола                  | Копривщица         |
| Илия Цвятков                 | Копривщица         |
| Никола Беловеждов            | Копривщица         |
| Никола Попдимитров           | Веригово           |
| Мильо Тодоров Балтов         | Стрелча            |
| Пенчо Попстоянов             | Веригово           |
| Петър Василев                | Стрелча            |
| Павел Фурнаджията            | Копривщица         |
| Павел (Павлето) Краев        | Копривщица         |
| Петко Разлошков              | Копривщица         |
| Панчо Лапердек               | Копривщица         |
| Рашко Кривиралчов            | Копривщица         |
| Рашко Т. Чапкънов            | Копривщица         |
| Рашко Нешов                  | Копривщица         |
| Савко Врабек                 | Копривщица         |
| Салчо Захариев               | Клисура            |
| Стайко Динчов Фингаров       | Стрелча            |
| Стефан Ненчов Стефанов       | Веригово           |
| Стоян Нейчов Бояджиев        | Копривщица         |
| Стоян Влайков                | Копривщица         |
| Стойко Н. Лютов              | Копривщица         |
| Станко Стефлек               | Копривщица         |
| Стоян Цвятков                | Копривщица         |
| Събо Амзата                  | Копривщица         |
| Тодор А. Моревенек           | Копривщица         |
| Тодор Кривиралчов            | Копривщица         |
| Тодор Тумангелов             | Копривщица         |
| Танчо Добрев Такучов         | Стрелча            |
| Тодор Ангелов Балтов         | Стрелча            |
| Христо Дюлгерът              | Копривщица         |
| Христо Тепавичаров           | Копривщица         |
| Цанчо Биволаров              | Копривщица         |
| Цоко Макавеев                | Копривщица         |
| Цоко П. Сапунджиев           | Копривщица         |
| Цончо Минков Арбалийски      | Веригово           |
| Янко Пенчов Гуджов           | Стрелча            |
| Яким Ладенов                 | Копривщица         |

## Втора въстаническа чета
Четата се създала в Копривщица на 20 април 1876 г. вечерта, след като се разбрало, че Априлското въстание е пред пълен разгром. Различни източници и спомени на съвременници сочат за войвода на втората Копривщенска чета няколко души: Найден Попстоянов, Тодор Каблешков, Георги Икономов и Панайот Волов. Ръководството на четата е било смятано за колективно, от всички споменати революционери. След дълги премеждия из Средногорието и Централния Балкан, а приблизителният ѝ състав е следният:
| Георги Икономов                           | Сливен            |
| Атанас Попминков (Минко Попов, Поптинков) | Сливен            |
| Ботьо Иванов Комитата                     | Веригово          |
| Георги Търнев                             | Пловдив           |
| Григор Божков Попов                       | Сливен            |
| Енчо Хаджипрелков Иванов                  | Сопот             |
| Иван Г. Попов                             | неизвестно откъде |
| Иван Маринов Парпулов                     | Панагюрище        |
| Кольо Цончев Колев                        | Веригово          |
| Лука Атанасов Гьотлиев                    | Копривщица        |
| Манчо Манев                               | Панагюрище        |
| Найден Попстоянов                         | Копривщица        |
| Найден Слаников                           | неизвестно откъде |
| Ненчо Искров Налбантина                   | Душанци           |
| Никола Попдимитров                        | Веригово          |
| Никола Иванов Караджов                    | Клисура           |
| Никола Илиев Беловеждов                   | Копривщица        |
| Павел Бобеков                             | Панагюрище        |
| Панайот Волов                             | Шумен             |
| Пенчо Попстоянов                          | Веригово          |
| Петко                                     | Строево           |
| Петко Шаламанът                           | Калофер           |
| Стефан (Стефо) Ненчев Стоев               | Веригово          |
| Стефан Почеков (Даскала)                  | Казанлък          |
| Стоян Ангелов Пазарджиклийчето            | Пазарджик         |
| Танчо Шабанов                             | Копривщица        |
| Тилю (Стоил)                              | Строево           |
| Тодор Ангелов Балтов                      | Стрелча           |
| Тодор Каблешков                           | Копривщица        |
| Харалампи Иванов Караджов                 | Клисура           |
| Христо Благоев (Благов)                   | Самоков           |
| Данчо Добрев Такучов                      | Стрелча           |
| Христо Драганов                           | Клисура           |
| Христо Труфчев                            | Клисура           |
| Янко Генчов Гуджов                        | Стрелча           |